# Johann Heinrich Joseph Georg von Flemming
Johann Heinrich Joseph Georg von Flemming (* 9. März 1752 in Dresden; † 7. Juni 1830 im Schloss Crossen in Crossen an der Elster) war Krongroßschwertträger in Polen.

## Leben
Johann Heinrich Joseph Georg von Flemming stammte aus dem Adelsgeschlecht Flemming und war der Sohn des General der Infanterie, Generalleutnant und geheimen Kabinettsminister Karl Georg Friedrich von Flemming und Henriette Charlotte geb. Fürstin Lubomirska.
Er war als Krongroßschwertträger dem polnischen Staatsdienst verpflichtet, trat aber aus diesem aus, als er das damalige Amt Crossen erbte. Am 25. Dezember 1782 heiratete er Christiane Marie Charlotte Gräfin von Hardenberg, die Tochter des Generalfeldmarschalls Christian Ludwig von Hardenberg in Braunschweig. Seine Gemahlin lebte von ihm getrennt und starb am 26. Januar 1814 in Bayreuth. Das Paar hatte drei Söhne und eine Tochter:
- Karl von Flemming ⚭ Wilhelmine Charlotte von Hardenberg (* 10. November 1792; † 8. November 1865)
- Johann Friedrich August Detlev (* 9. Januar 1785; † 8. Oktober 1827), preußischer Diplomat[2]
- Johann Adolf Alexander (1786–1786)

Nach dem Tod seiner ersten Frau, heiratete er am 24. März 1820 ein zweites Mal: Gräfin Johanne Christina Luise von Hohenthal (* 30. November 1765; † 28. März 1840), die Witwe des Grafen Georg Friedrich August von Polenz (1741–1815), sächsischer Generalleutnant.